# Guba Sándor (mezőgazdász)
Guba Sándor (Heves, 1927. április 17. – Kaposvár, 1984. február 20.) mezőgazdasági mérnök, főiskolai igazgató és országgyűlési képviselő. 1965-ben megszerezte a mezőgazdasági tudományok kandidátusa címet.

## Élete és munkássága
1927-ben született a Heves vármegyei Heves városban Guba Sándor földműves és Szabados Rozália gyermekeként. Két nővére volt.
Középiskolába először Jászapátiba, majd Egerbe járt, ahol 1945-ben a kereskedelmi középiskolában tett érettségit. A második világháború végén leventeként szolgált, rövid időre az amerikaiak fogságába is került. 1950-ben mezőgazdasági mérnöki diplomát szerzett az Agrártudományi Egyetem mezőgazdaság-tudományi karán, majd 1959-ben doktori, 1965-ben pedig kandidátusi címet szerzett.
1950-től 1957-ig az Állattenyésztési Kutató Intézet Szarvasmarha-tenyésztési Osztályának tudományos segédmunkatársa, majd négy évig tudományos munkatársa volt, ezután Kaposvárra került, ahol 1961-ben megalapította a Felsőfokú Mezőgazdasági Technikumot, amelynek tíz éven keresztül igazgatója is volt. 1962-től 1971-ig vezette a szintén általa alapított állattenyésztési kutatócsoportot is, majd 1971-ben a Kaposvári Mezőgazdasági Főiskola (a mai Kaposvári Egyetem egyik elődje) alapító főigazgatója lett. 1967-től 1984-ben bekövetkezett haláláig országgyűlési képviselő is volt.
Fő kutatási területe a magyarországi szarvasmarha- és sertésállomány termelőképessége volt, kialakított új törzstenyészeteket, megalkotta és országosan ismertté tette a KA-HYB és a KSZKV nevű sertéstenyésztési rendszereket, valamint új eredményeket ért el a takarmányozásban és a gépi fejésben is. Guba Sándor jóvoltából jött létre Kaposváron a közel hatszáz mezőgazdasági üzemet összefogó Kaposvári Állattenyésztési és Kutatási-fejlesztési Egyesület, amely a főiskola kutatóbázisára támaszkodott.

## Emlékezete
Emlékére rendezték meg 1984. november 26. és 29. között Kaposváron a Guba Sándor Szarvasmarha-tenyésztési Emlékszemináriumot, 1990. november 14-én pedig tudományos emlékülést is tartottak a szintén kaposvári Pannon Agrártudományi Egyetem állattenyésztési karán. A később a többek között az általa alapított főiskolából létrejött Kaposvári Egyetem állattudományi kara megalapította a Guba Sándor-emlékérmet, az 1993-tól a mezőgazdasági és élelmiszeripari tanulók számára kiírt emlékverseny is az ő nevét viseli. Halálának 30. évfordulóján, 2014-ben ismét emlékülést tartottak, ezúttal a Kaposvári Egyetemen.
Mind Hevesen, mind Kaposváron utcát is neveztek el róla, a Kaposvári Egyetem egyik, kör alaprajzú épületében szobrot kapott, 2015-ben pedig arcképe felkerült az egyik helyi járatú autóbuszra is.

## Díjai, elismerései
- Munka Érdemérem (1963)
- Ujhelyi Imre-emlékérem
- Wellmann Oszkár-emlékérem
- Tessedik Sámuel-emlékérem
- Eötvös Loránd-díj (1975)
- Wilhelm Kirschner-emlékérem (1984)

## Fő művei
- Magyartarka üszőborjak és növendékek súly- és testméreti adatainak alakulása a megváltozott felnevelési mód mellett (Állattenyésztés, 1952)
- Az itatásos borjúnevelés legújabb szempontjai (Agrártudomány, 1952)
- A mesterségesen nevelt borjak jó súlygyarapodásának feltételei (Magyar Mezőgazdaság, 1952)
- A háromszori fejés hatása a tej zsírtartalmára (Állattenyésztés, 1953)
- A szarvasmarha-állomány szaporításának fokozása (Agrártudomány, 1954)
- A fejés utáni kicsepegtetés hatása a tej- és tejzsírtermelésre, Czakó Józseffel. (Állattenyésztés, 1954)
- A szarvasmarhákkal végzett kísérletek módszerei – Az üszőborjak helyes testsúlya. (Magyar Mezőgazdaság, 1955)
- Adatok a tehéntej zsírtartalmának egynapi változásához, 1–3., Czakó Józseffel. (Állattenyésztés, 1957)
- A magyarfajta tökéletesítése – A szarvasmarha törzstenyészetek – A gépi fejésre alkalmas tőgy (Magyar Mezőgazdaság, 1958)
- A gépi fejés alkalmazásának lehetőségei (Mezőgazdasági Világirodalom, 1959)
- A fejhetőség vizsgálata a laktáció különböző hónapjaiban és különböző fejésenkénti tejhozam esetén (Állattenyésztés, 1959)
- Vizsgálatok a szarvasmarha tőgyének részarányosságáról, különös tekintettel a gépi fejés lehetőségeire, egyetemi doktori értekezés (Gödöllő, 1959)
- A tehéntőgy szerepe a termelésben, különös tekintettel a gépi fejésre (Korszerű tenyésztési és hízlalási módszerek a nagyüzemi állattenyésztésben) (Budapest, 1959)
- A szakszerű gépi fejés (Kaposvár, 1961)
- Gazdasági típusú magyartarka tehenek testméretei, Bárczy Gézával. (Állattenyésztés, 1961)
- A szarvasmarha-ivadékvizsgálat helyzete Magyarországon (Időszerű kérdések a szarvasmarha-tenyésztés köréből) (Budapest, 1963)
- A legmegfelelőbb szarvasmarha-ivadékvizsgálati eljárás hazai módszerének kidolgozása (Kaposvár, 1964)
- A szakszerű gépi fejés (Szaktanácsadási füzetek. 2. Budapest, 1966)
- Adatok a hazai viszonyok között alkalmazható fejhetőség-vizsgálat kidolgozásához, többekkel. (Állattenyésztés, 1969)
- Szarvasmarha- tenyésztésünk fejlesztésének lehetőségei (Magyar mezőgazdaság zsebkönyve, A hústermelés kézikönyve. Budapest, 1971)
- Egy cél – különböző megközelítések, Horn Arthurral és Magyari Andrással (Társadalmi Szemle, 1972)
- Vizsgálatok a dajkatehenes tartás rendszernagyüzemi technológiájának kidolgozására, Ember Jánossal és Mártha Sándorral. (Állattenyésztés, 1974)
- A szarvasmarhatartás technológiai elemei, Stefler Józseffel. (Kaposvár, 1976)
- A gazdaságos tej- és húsmarhatermelés feltételrendszere, Ember Jánossal. A tenyésztés – nemesítés, Dohy Jánossal. (Szarvasmarha-tenyésztők kézikönyve, Budapest, 1979)
- Előhasznosítás a szarvasmarha-tenyésztésben (Ma újdonság, holnap gyakorlat) (Budapest, 1980)
- Állattartás-technológia. I–II. köt. Szarvasmarhatartás-technológia., szerk., Stefler Józseffel. (Budapest, 1981)
- A szarvasmarha tenyésztése, szerk. (Budapest, 1985).